# Grotte de la Madeleine
Grotte de la Madeleine je jeskynní systém na území městečka Saint-Remeze ve francouzském departementu Ardèche nad údolím Gorges de l'Ardèche, asi 70 km severně od Nîmes.
Samotná jeskyně se nalézá na turistické výhledové silnici Route touristique de Gorges de l’Ardèche asi 7 km jižně od městečka Saint-Remeze.
Jeskyni objevil v roce 1887 zdejší pastýř Germain Rigaud.
Jeskyně je přístupná každoročně v období od 15. března do 15. listopadu.

## Galerie

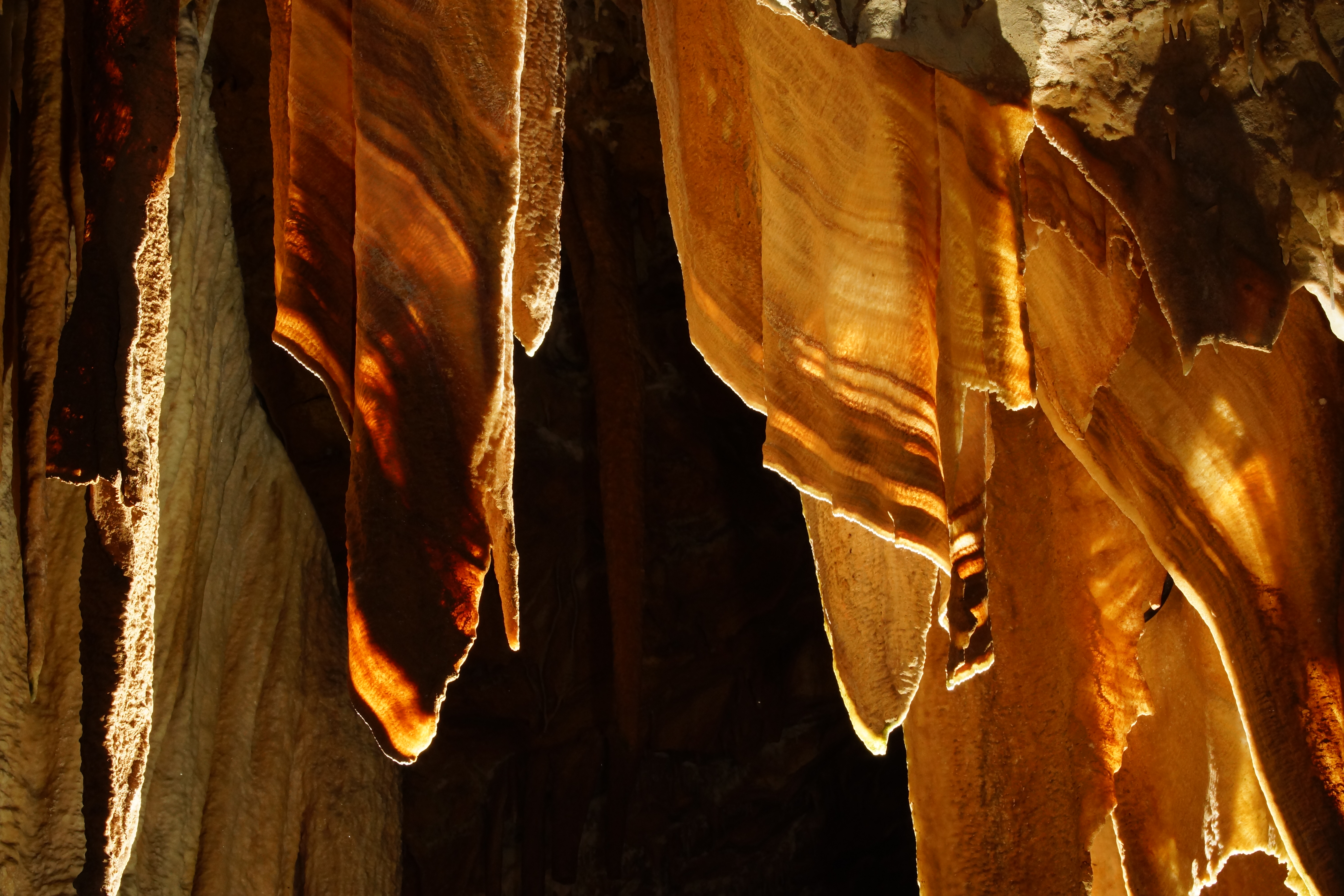
jeskyně Grotte de la Madeleine
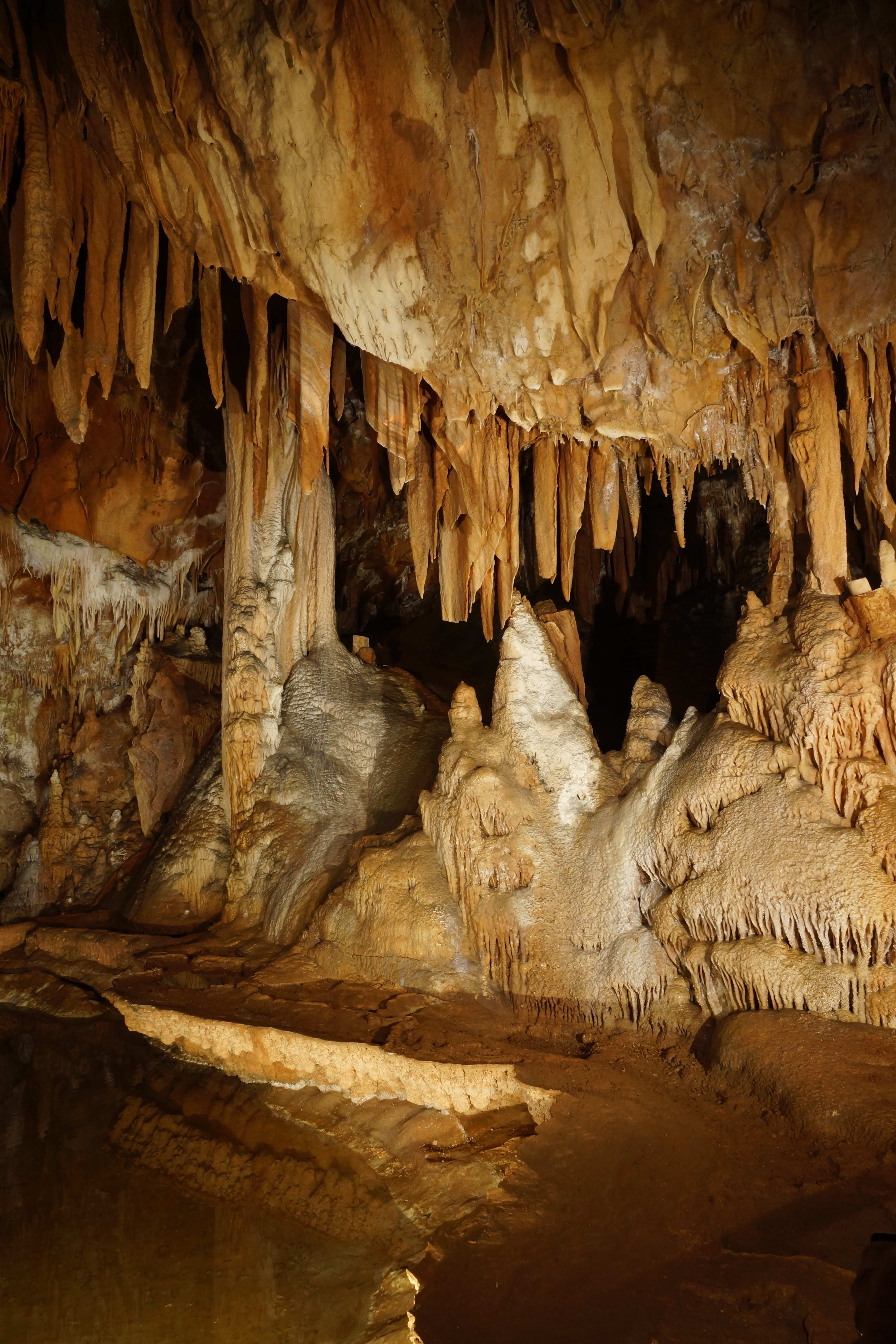
jeskyně Grotte de la Madeleine
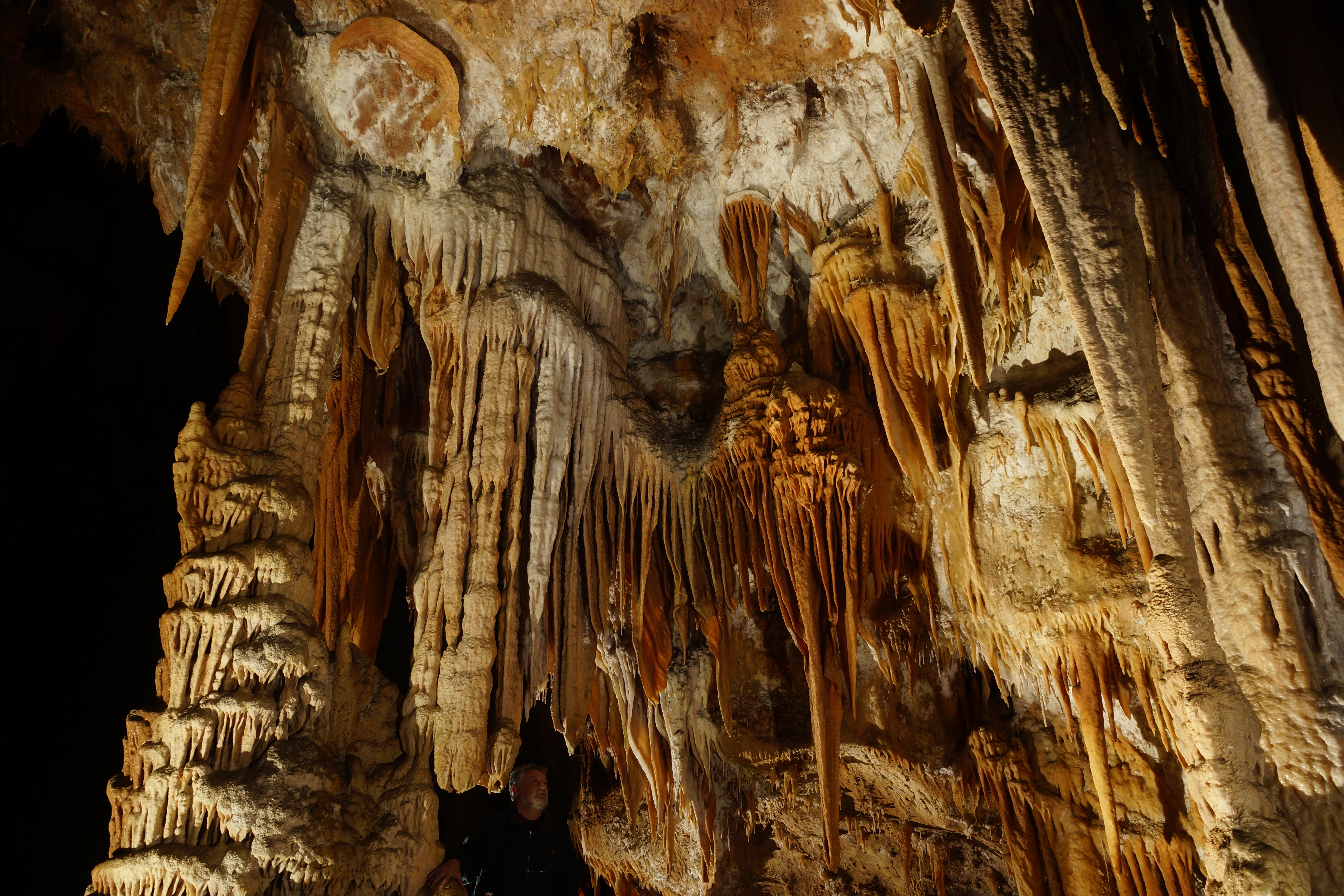
jeskyně Grotte de la Madeleine
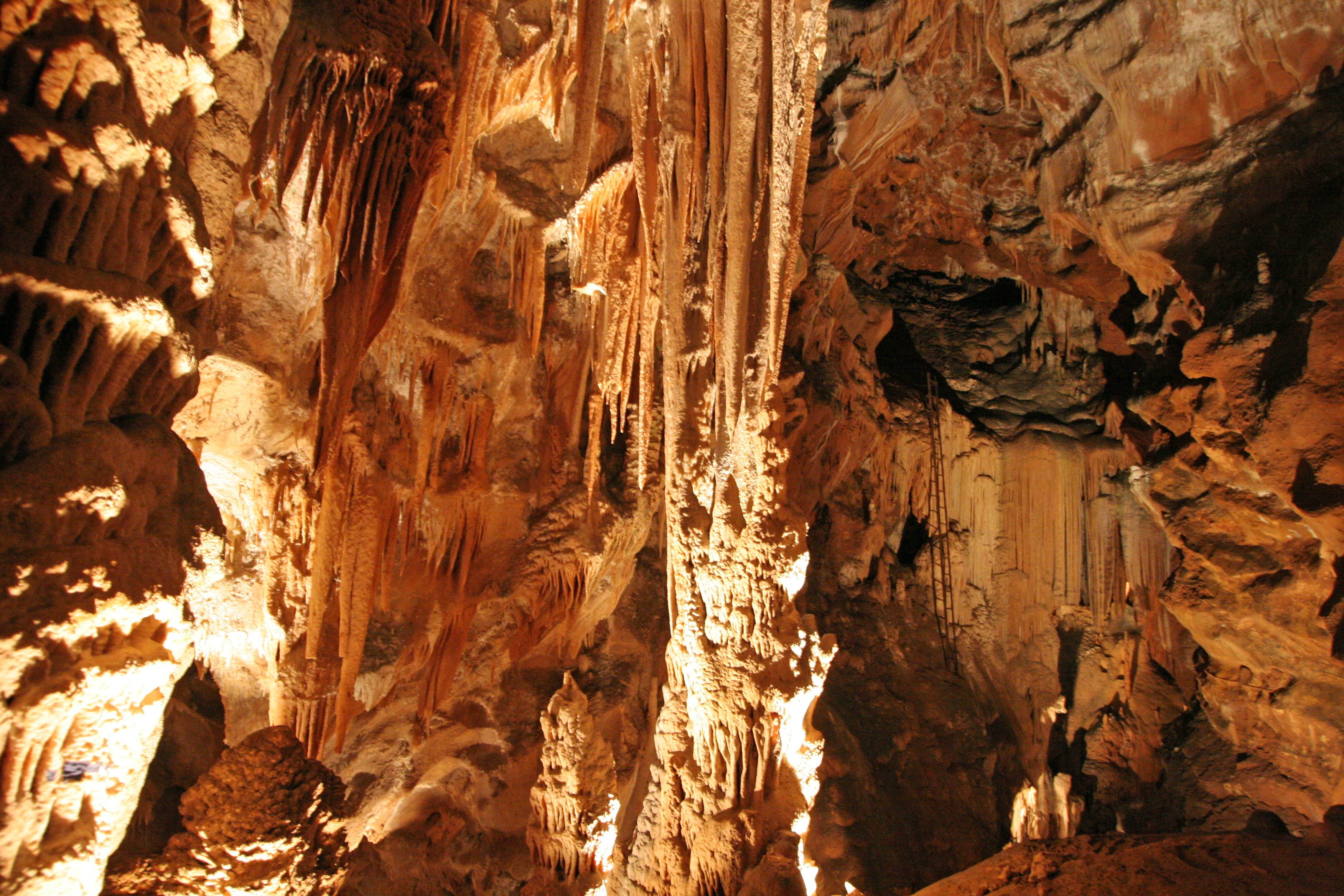
jeskyně Grotte de la Madeleine
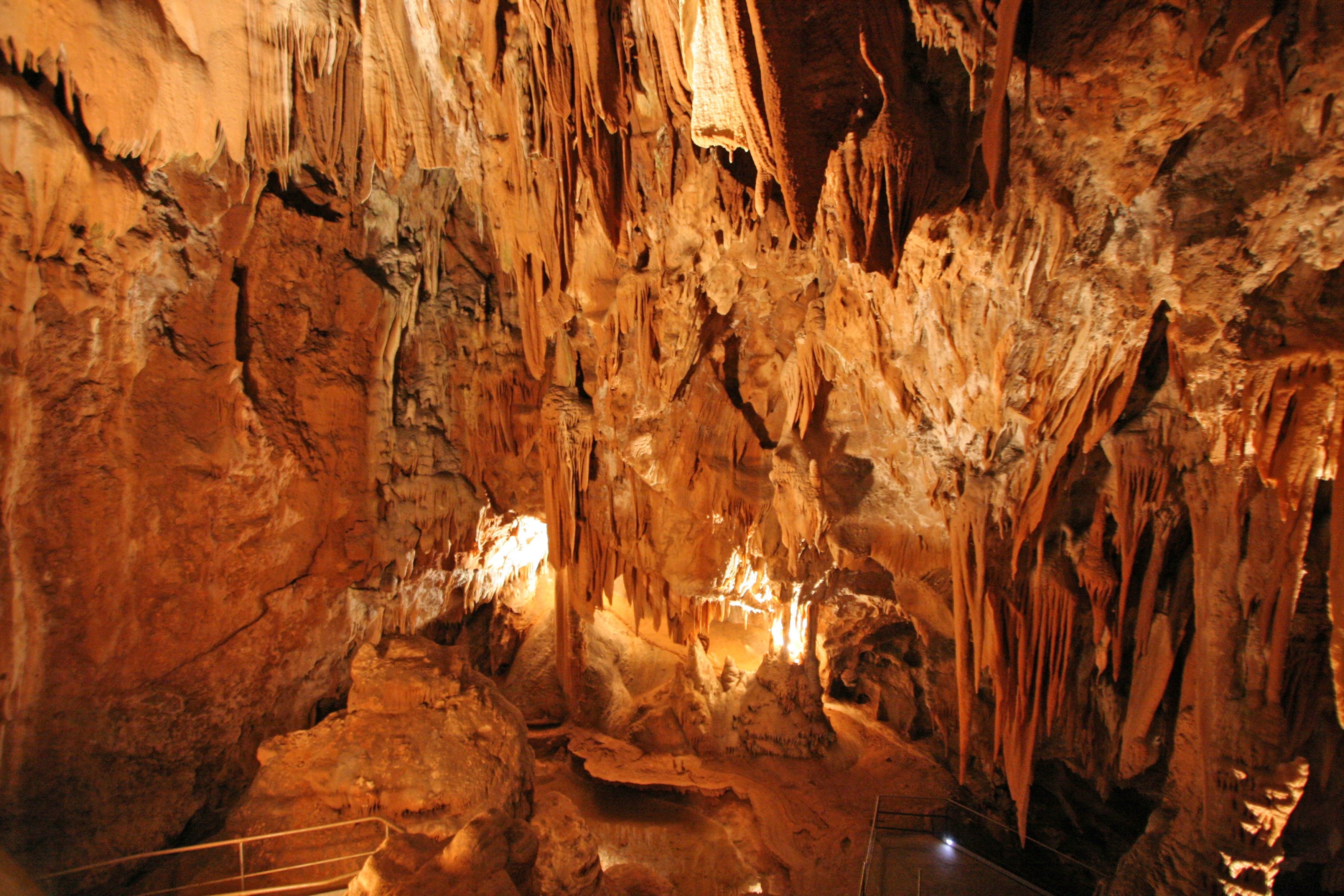
jeskyně Grotte de la Madeleine
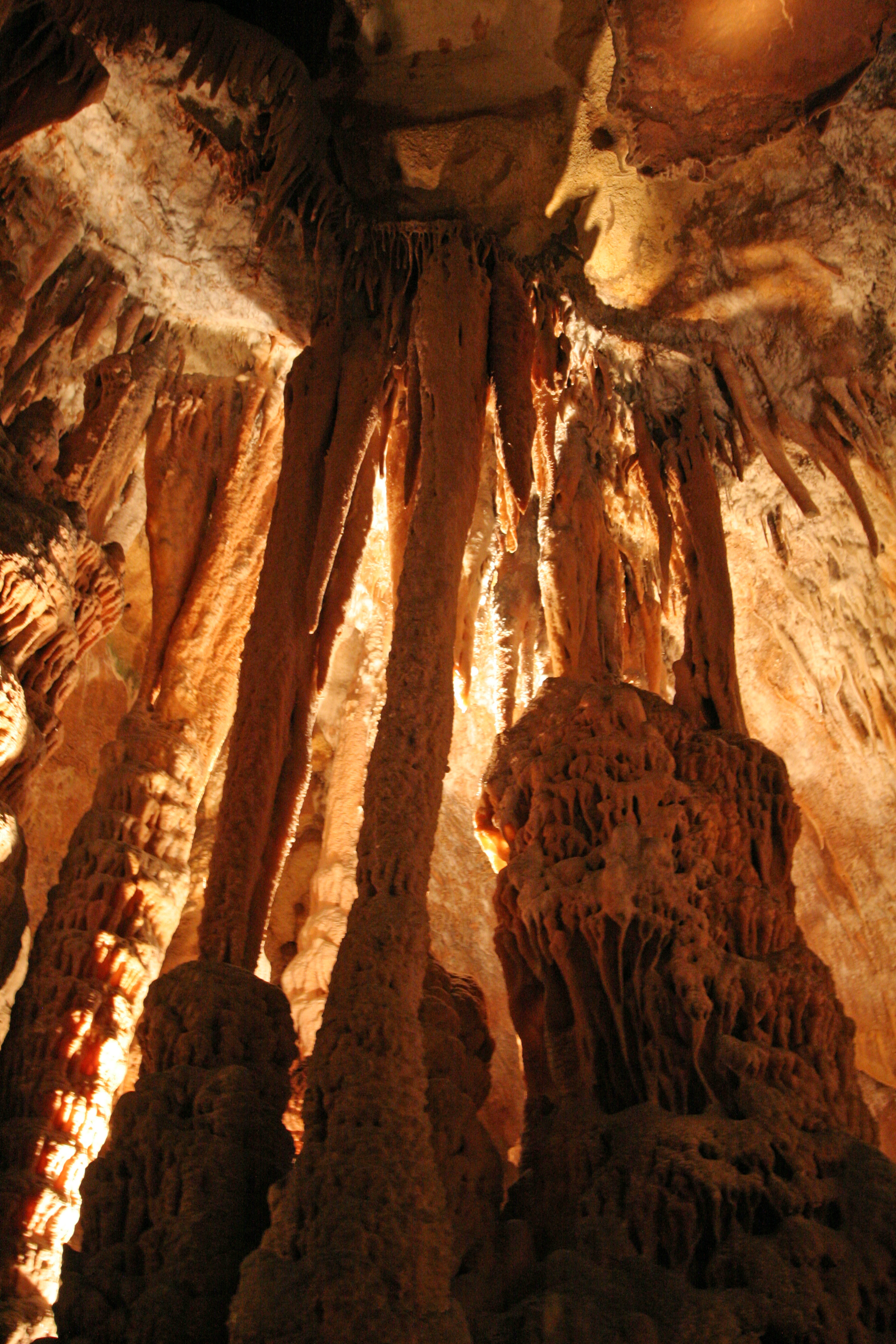
jeskyně Grotte de la Madeleine